# Aki Riihilahti
Aki Pasinpoika Riihilahti (ur. 9 września 1976 w Helsinkach) – piłkarz fiński grający na pozycji defensywnego pomocnika.

## Kariera klubowa
Riihilahti pochodzi z Helsinek. Piłkarską karierę rozpoczynał w tamtejszym klubie o nazwie HJK Helsinki. W jego barwach zadebiutował już w 1995 roku w pierwszej lidze. W początkowych sezonach był tylko rezerwowym, a drugą połowę roku 1996 spędził na wypożyczeniu do FC Honka. W 1997 roku wrócił do HJK i był już zawodnikiem pierwszego składu, z którym wywalczył swoje pierwsze mistrzostwo Finlandii. Rok 1998 także był dla Akiego udany, gdyż wywalczył Puchar Finlandii oraz z HJK, jako pierwszą fińską drużyną, awansował do fazy grupowej Ligi Mistrzów pokonując w decydującej fazie FC Metz. Występując z HJK w tych rozgrywkach Riihilahti zdobył z tym zespołem 5 punktów, dzięki zwycięstwu i remisie z Benfiką Lizbona oraz drugim remisie z 1. FC Kaiserslautern.
W 1999 roku Riihilahti przeszedł do Vålerenga Fotball. W klubie z Oslo grał przez dwa pełne sezony w podstawowej jedenastce, ale nie osiągał sukcesów i Vålerenga w tym okresie broniła się przed spadkiem z pierwszej ligi.
W marcu 2001 roku Aki przeszedł do Crystal Palace F.C., który zapłacił za niego 200 tysięcy funtów. Z Crystal Palace występował w Division One, a zadebiutował w niej 31 marca w wygranym 1:0 meczu z Crewe Alexandra F.C. Od samego początku zaczął grywać w pierwszym składzie londyńskiego klubu i stał się ulubieńcem kibiców z Selhurst Park. W 2004 roku osiągnął największy sukces na angielskich boiskach, jakim był awans do Premiership. W Premiership Riihilahti grał jednak tylko przez rok, gdyż w 2005 roku jego zespół zajmując 18. pozycję powrócił w szeregi Football League Championship. Jednak sezon 2005/2006 spędził głównie na leczeniu kontuzji i rozegrał mniej niż połowę ligowych meczów.
Latem 2006 Riihilahtiemu skończył się kontrakt z Crystal Palace i na zasadzie wolnego transferu przeszedł do drugoligowego niemieckiego 1. FC Kaiserslautern, ale nie wywalczył z nim awansu do ekstraklasy i w 2007 roku podpisał kontrakt ze szwedzkim Djurgårdens IF. W 2009 powrócił do Finlandii i podpisał kontrakt z HJK Helsinki

## Kariera reprezentacyjna
W reprezentacji Finlandii Riihilahti zadebiutował 5 lutego 1998 roku w przegranym 1:2 towarzyskim meczu z Cyprem. Od początku 2000 roku stał się podstawowym zawodnikiem reprezentacji i występował z nią w eliminacjach do MŚ 2002, Euro 2004, MŚ 2006, a obecnie rywalizuje o miejsce w kadrze na eliminacje do Euro 2008.